# 47. Selbstständige mechanisierte Brigade (Ukraine)
Die 47. selbstständige mechanisierte Brigade (ukrainisch 47-ма окрема механізована бригада «Маґура», 47 ОМБр) ist ein militärischer Großverband (Brigade) des ukrainischen Heeres. Die Brigade wurde nach dem russischen Überfalls auf die Ukraine aus Freiwilligen gebildet.

## Geschichte
Die Brigade wurde im Jahr 2022 aus dem 47. unabhängigen Angriffsbataillon formiert. Dieses rekrutierte Freiwillige nach einem strengen Auswahlverfahren. Durch den großen Zulauf wählten die Ausbilder die fähigsten Kandidaten aus. Das Bataillon bewährte sich – obwohl es aus mehrheitlich unerfahrenen Zivilisten bestand, die über keine Kampferfahrung verfügten – in Gefechten um das Kraftwerk Wuhlehrisk. Der ukrainische Generalstab befahl daraufhin die Vergrößerung zum Regiment. Die Formation wurde als Regiment nie im Kampf eingesetzt, am 15. November 2023 wurde die Erweiterung zur Brigade befohlen. 
Die 47. mechanisierte Brigade ist eine der ersten ukrainischen Großverbände die mit ausschließlich westlichem Gerät (unter anderem M2 Bradley und M55S) ausgestattet worden ist. Mitglieder der Brigade trainierten unter anderem am Truppenübungsplatz Grafenwöhr in Deutschland.

### Ukrainische Gegenoffensive 2023
Im Zuge der Ukrainischen Gegenoffensive 2023 wurde die 47. mechanisierte Brigade dem 10. Korps unterstellt. Zusammen mit anderen Einheiten griff die Brigade seit Juni 2023 auf der Angriffsachse Robotyne südlich von Orichiw an. Sie stieß auf heftigen Widerstand und erlitt durch ausgedehnte Minenfelder und russische Artillerie vor allem in den ersten Tagen und Wochen der Gegenoffensive Verluste an Gerät. Fortan klärte die Brigade die Minenfelder ausschließlich mit Infanterie und bei Nacht. Nach dem Durchbrechen des Minenfeldes und der ersten lokalen russischen Verteidigungslinie hisste die 47. Brigade im August 2023 die ukrainische Flagge in Robotyne.
Nach der Einnahme von Robotyne beteiligt sich die 47. Brigade weiter am Angriff Richtung Tokmak, welcher jedoch nur schleppend verläuft. Trotz kleinerer Erfolge konnte das übergeordnete Ziel der Gegenoffensive, zunächst Tokmak zu befreien und von dort die Schwarzmeerküste bei Mariupol zu bedrohen, bisher nicht erreicht werden. Sie wird von westlichen Militärs dennoch als Teilerfolg verbucht.

### Schlacht um Awdijiwka 2023
Nach Konsolidierung der Gewinne bei Robotyne erfolgte Ende Oktober 2023 eine Verlegung mehrerer Bataillone der 47. Brigade in die schwer umkämpfte Frontstadt Awdijiwka.
Die Brigade wurde im Norden der Stadt eingesetzt und schlug dort russische Angriffe auf den Bahndamm bei Stepove und die Avdeyevskiy Kokerei zurück. In der Nacht auf den 2. November begann die Brigade einen Entlastungsangriff auf die Flanken der russischen Angriffsspitzen und rückte dabei entlang der Autobahn H20 hinter die russischen Linien vor.

## Belege
1. ↑  onlyfactsplease: 47th Mechanized Brigade: path to the breakthrough. 1. Juli 2023, abgerufen am 16. September 2023 (amerikanisches Englisch).
2. 1 2  David Axe: Ukraine’s 33rd Mechanized Brigade Has Some Of The Country’s Best Tanks—But No Fighting Vehicles To Support Them. Abgerufen am 16. September 2023 (englisch).
3. ↑  David Axe: It Took Just Two Weeks For One Of The Ukrainian Army’s Newest Brigades To Get American-Made M-2 Fighting Vehicles. Abgerufen am 16. September 2023 (englisch).
4. ↑  Ukraine war: Western armour struggles against Russian defences. In: BBC News. 27. Juli 2023 (bbc.com [abgerufen am 16. September 2023]).
5. ↑  Emma Graham-Harrison: ‘Everything is ahead of us’: Ukraine breaks Russian stronghold’s first line of defence. In: The Observer. 2. September 2023, ISSN 0029-7712 (theguardian.com [abgerufen am 16. September 2023]).
6. ↑  ВСУ сообщили, что освободили село Работино в Запорожской области. In: Радио Свобода. 24. August 2023 (svoboda.org [abgerufen am 16. September 2023]).
7. ↑  deutschlandfunk.de: US-Generalstabchef - "Gegenoffensive der Ukrainer ist nicht gescheitert". Abgerufen am 2. November 2023.
8. ↑  David Axe: One Exhausted Ukrainian Brigade In Avdiivka Reportedly Blew Up 200 Russian Vehicles And Killed 800 Russian Troops. Abgerufen am 2. November 2023 (englisch).
9. ↑  https://twitter.com/Osinttechnical/status/1719715898871673097. Abgerufen am 2. November 2023.